# Springe
Springe – miasto w Niemczech, w kraju związkowym Dolna Saksonia, w związku komunalnym Region Hanower.
Springe po raz pierwszy został wymieniony w 1013 jako Hallerspringe.

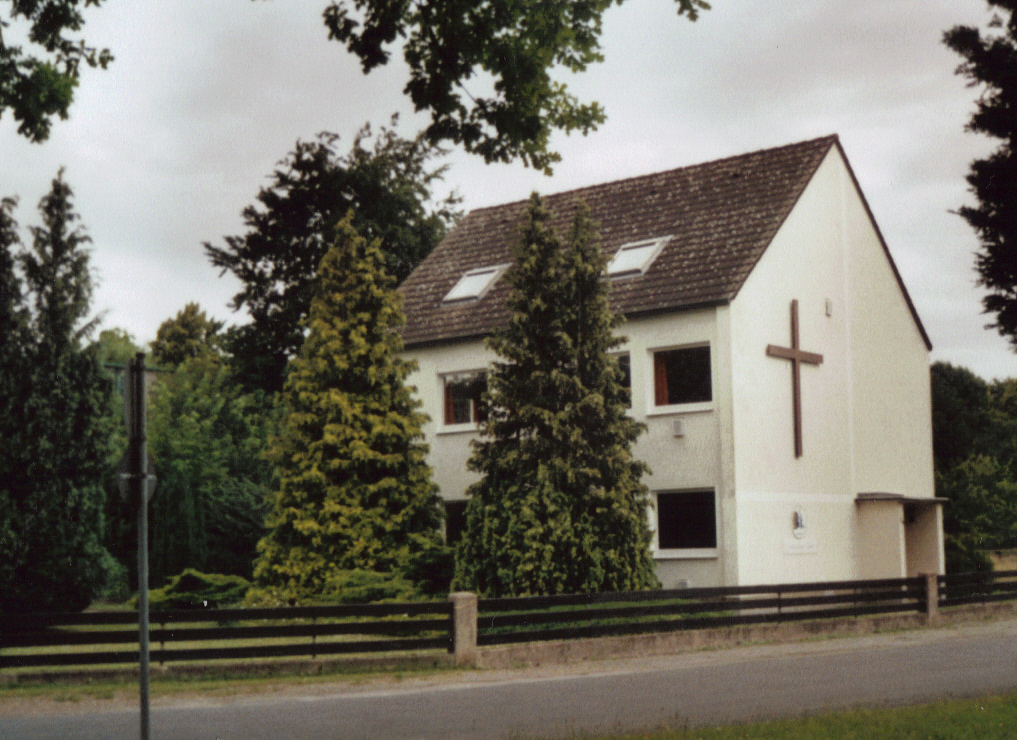
Kościół Społeczność Chrystusa

## Współpraca
Miejscowości partnerskie:
- Milicz, Polska
- Niort, Francja
- Waren (Müritz), Meklemburgia-Pomorze Przednie